# ジャン＝クロード・ゲソ
ジャン＝クロード・ゲソ （Jean-Claude Gayssot, 1944年9月6日 - ）は、フランスの政治家。フランス共産党所属。ベジエ出身。1997年から2002年までリオネル・ジョスパン内閣の運輸相。
元フランス国鉄の工業デザイナーで、1963年にフランス共産党に加入した。ゲソは1990年7月13日に成立したすべての人種差別的、反セム主義的、外国人排斥的行為を抑制する法律（通称ゲソ法）に名前を残している。この法律はホロコースト否認や人種差別的言動を禁止している。